# Mormopterus planiceps
Mormopterus planiceps är en fladdermusart som först beskrevs av Peters 1866.  Mormopterus planiceps ingår i släktet Mormopterus och familjen veckläppade fladdermöss. Inga underarter finns listade i Catalogue of Life.
En studie av Jackson och Groves från 2015 flyttade arten och flera andra medlemmar av släktet Mormopterus till det nya släktet Ozimops.

## Utseende
Vuxna exemplar är 50 till 56 mm långa (huvud och bål), har en 27 till 35 mm långa svans, har 32 till 36 mm långa underarmar och väger 7 till 12 g. Pälsen på ovansidan har en gråbrun till ljusbrun färg och undersidans päls är ännu ljusare brun.

## Utbredning
Arten förekommer i stora delar av södra och östra Australien (delstaterna New South Wales, Victoria, South Australia). Den lever i skogar, i buskskogar eller i andra mer eller mindre stora trädgrupper, ofta med träd av eukalyptussläktet eller av nära besläktade träd. Fladdermusen vistas gärna nära vattenansamlingar. Arten kan dela gömstället med Scotorepens balstoni, Chalinolobus morio och fladdermöss av släktet Vespadelus.

## Ekologi
Individerna vilar i trädens håligheter eller i gömställen som skapades av människor, bland annat vägtrummor. De bildar där kolonier med upp till 100 medlemmar. Per kull föds en unge. Exemplar som hölls i fångenskap levde upp till 15 år.
Denna fladdermus jagar skalbaggar, myror, nattfjärilar och andra insekter. Jakten sker vanligen i trädansamlingar, vid skogarnas kanter eller nära marken i öppna områden. Några exemplar flyger upp till 12 kilometer innan de börjar leta efter föda. Parningen sker mellan hösten och våren (mars till september på södra jordklotet) och sedan förvaras hanens sädesvätska i honans könsorgan. Ägget befruktas under senvåren och den enda ungen föds under sommaren (december eller januari). Honor blir könsmogna innan de är ett år gamla.

## Hot
Fällningen av gamla träd med flera håligheter och byggnader som brukas intensivare kan påverka beståndet negativ. Hela populationen minskar men den är fortfarande stor. IUCN kategoriserar arten globalt som livskraftig.